# 2007-es Monte-Carlo-rali

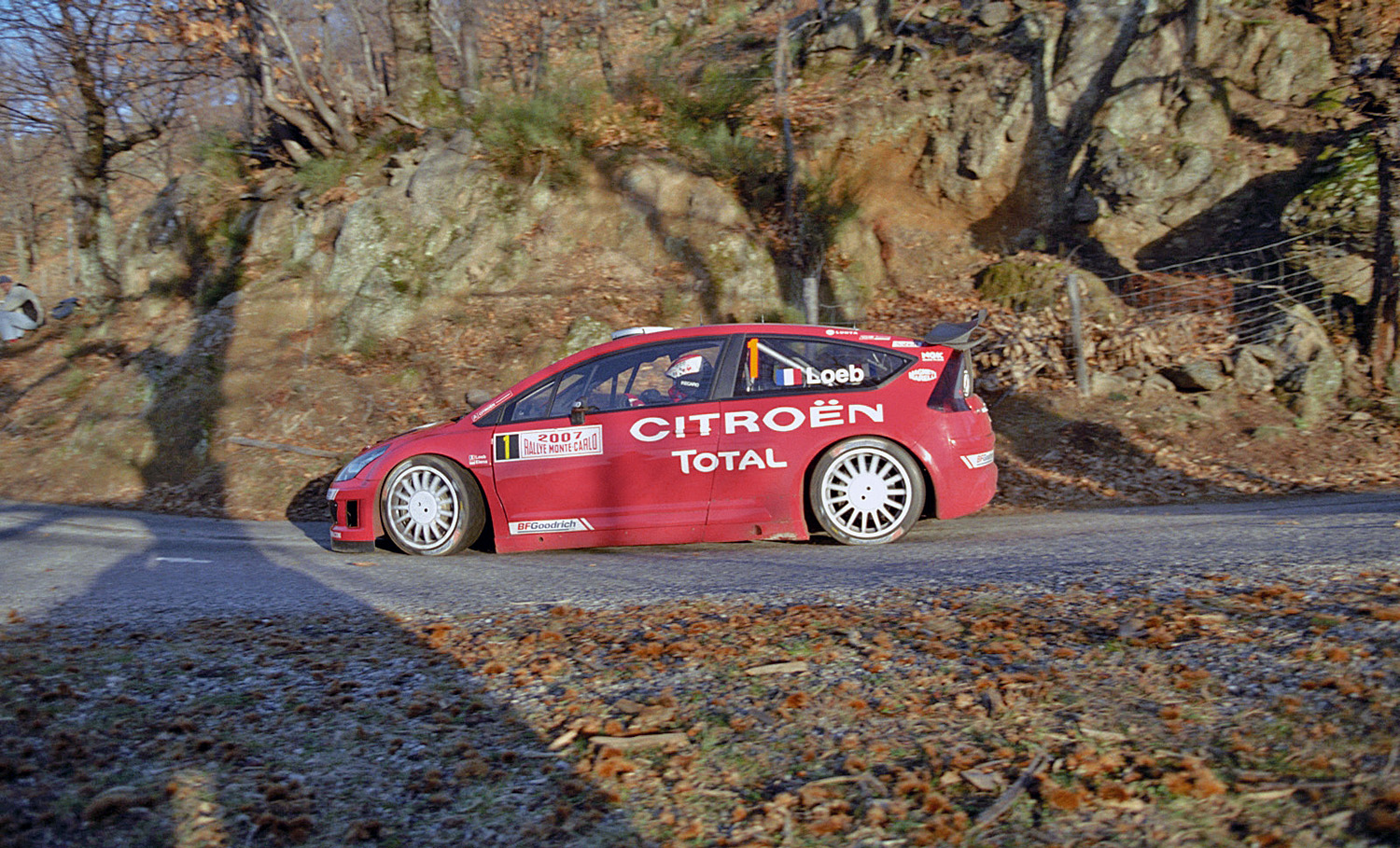
Sébastien Loeb megszerezte a Citroen C4 WRC első világbajnoki győzelmét

A 2007-es Monte Carlo-rali (hivatalosan: 75ème Rallye Automobile de Monte-Carlo) volt a 2007-es rali-világbajnokság szezonnyitó futama. Január 18 és 21 között került megrendezésre, 15 gyorsasági szakaszból állt, melyek össztávja 328 kilométert tett ki. A versenyen 47 páros indult, melyből 39 ért célba.
A versenyt immár negyedik alkalommal Sébastien Loeb nyerte. Daniel Sordo második lett, Marcus Grönholm pedig harmadikként ért célba.
Egy magyar indulója volt a viadalnak. Holcer Dániel és navigátora Magyar Gábor a harmincharmadik helyen ért célba a futamon.

## Beszámoló
Első nap
Második nap
Harmadik nap

## Szakaszok
| Nap                            | #   | Rajtidő | Szakasz             | Hossz    | Győztes        | Idő     | Átlag seb.  | Versenyben vezető |
| ------------------------------ | --- | ------- | ------------------- | -------- | -------------- | ------- | ----------- | ----------------- |
| 1. nap (Január 18)             | 1.  | 19:16   | St Jean En Royans   | 28.52 km | Sébastien Loeb | 13:58.7 | 122.42 km/h | Sébastien Loeb    |
| 1. nap (Január 18)             | 2.  | 20:06   | La Cime Du Mas      | 17.87 km | Sébastien Loeb | 9:31.2  | 112.63 km/h | Sébastien Loeb    |
| 2. nap (Január 19)             | 3.  | 08:19   | St Pierreville 1    | 46.20 km | Daniel Sordo   | 29:43.4 | 93.26 km/h  | Sébastien Loeb    |
| 2. nap (Január 19)             | 4.  | 10:13   | Burzet 1            | 16.47 km | Sébastien Loeb | 9:39.3  | 102.35 km/h | Sébastien Loeb    |
| 2. nap (Január 19)             | 5.  | 10:59   | St Martial 1        | 12.81 km | Daniel Sordo   | 8:00.7  | 95.94 km/h  | Sébastien Loeb    |
| 2. nap (Január 19)             | 6.  | 15:17   | St Pierreville 2    | 46.20 km | Sébastien Loeb | 28:29.7 | 97.28 km/h  | Sébastien Loeb    |
| 2. nap (Január 19)             | 7.  | 17:11   | Burzet 2            | 16.47 km | Daniel Sordo   | 9:43.2  | 101.67 km/h | Sébastien Loeb    |
| 2. nap (Január 19)             | 8.  | 17:57   | St Martial 2        | 12.81 km | Sébastien Loeb | 8:16.4  | 92.9 km/h   | Sébastien Loeb    |
| 3. nap (Január 20 - Január 21) | 9.  | 07:31   | Labatie D'Andaure 1 | 19.67 km | Sébastien Loeb | 10:47.2 | 109.41 km/h | Sébastien Loeb    |
| 3. nap (Január 20 - Január 21) | 10. | 08:13   | St Bonnet 1         | 25.93 km | Chris Atkinson | 12:42.7 | 122.39 km/h | Sébastien Loeb    |
| 3. nap (Január 20 - Január 21) | 11. | 09:38   | Lamastre 1          | 18.76 km | Mikko Hirvonen | 11:46.9 | 95.54 km/h  | Sébastien Loeb    |
| 3. nap (Január 20 - Január 21) | 12. | 13:03   | Labatie D'Andaure 2 | 19.67 km | Mikko Hirvonen | 10:45.1 | 109.77 km/h | Sébastien Loeb    |
| 3. nap (Január 20 - Január 21) | 13. | 13:45   | St Bonnet 2         | 25.93 km | Chris Atkinson | 12:32.4 | 124.07 km/h | Sébastien Loeb    |
| 3. nap (Január 20 - Január 21) | 14. | 15:10   | Lamastre 2          | 18.76 km | Mikko Hirvonen | 11:30.5 | 97.81 km/h  | Sébastien Loeb    |
| 3. nap (Január 20 - Január 21) | 15. | 09:00   | Monaco              | 2.79 km  | Chris Atkinson | 1:49.9  | 91.39 km/h  | Sébastien Loeb    |

## Végeredmény
|    | Versenyző         | Navigátor       | Autó                   | Idő       | Különbség | Pont |
| -- | ----------------- | --------------- | ---------------------- | --------- | --------- | ---- |
| 1. | Sebastien Loeb    | Daniel Elena    | Citroën C4 WRC         | 3:10:27.4 | 0.0       | 10   |
| 2. | Daniel Sordo      | Marc Marti      | Citroën C4 WRC         | 3:11:05.6 | 38.2      | 8    |
| 3. | Marcus Grönholm   | Timo Rautiainen | Ford Focus RS WRC 06   | 3:11:50.2 | 1:22.8    | 6    |
| 4. | Chris Atkinson    | Glenn McNeall   | Subaru Impreza WRC06   | 3:12:55.5 | 2:28.1    | 5    |
| 5. | Mikko Hirvonen    | Jarmo Lehtinen  | Ford Focus RS WRC 06   | 3:12:55.7 | 2:28.3    | 4    |
| 6. | Petter Solberg    | Phil Mills      | Subaru Impreza WRC06   | 3:13:39.4 | 3:12.0    | 3    |
| 7. | Toni Gardemeister | Jakke Honkanen  | Mitsubishi Lancer WR05 | 3:14:05.5 | 3:38.1    | 2    |
| 8. | Jan Kopecky       | Filip Schovanek | Škoda Fabia WRC        | 3:15:06.8 | 4:39.4    | 1    |